# Альмуньєкар
Альмуньєкар (ісп. Almuñécar) — муніципалітет в Іспанії, у складі автономної спільноти Андалусія, у провінції Гранада. Населення — 27 703 особи (2010).
Муніципалітет розташований на відстані близько 410 км на південь від Мадрида, 49 км на південь від Гранади.
На території муніципалітету розташовані такі населені пункти: (дані про населення за 2010 рік)
- Альмуньєкар: 19093 особи
- Ла-Еррадура: 4236 осіб
- Ель-Рескате: 56 осіб
- Ріо-Секо: 597 осіб
- Велілья-Тарамай: 2963 особи
- Торрекуевас: 740 осіб
- Ель-Серваль: 18 осіб

## Демографія
Динаміка населення (INE ):

## Уродженці
- Франсіско Бонет Серрано (*1959) — іспанський футболіст, захисник.

## Галерея зображень

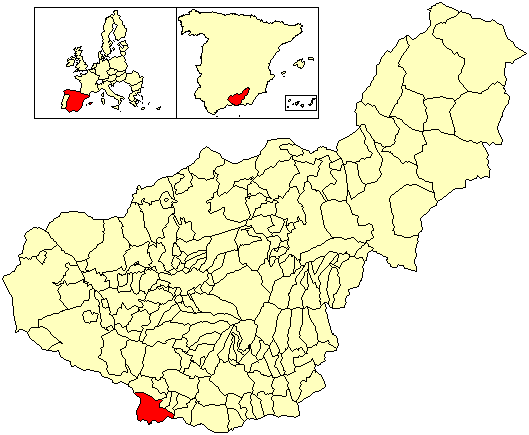
Розташування муніципалітету Альмуньєкар у провінції Гранада
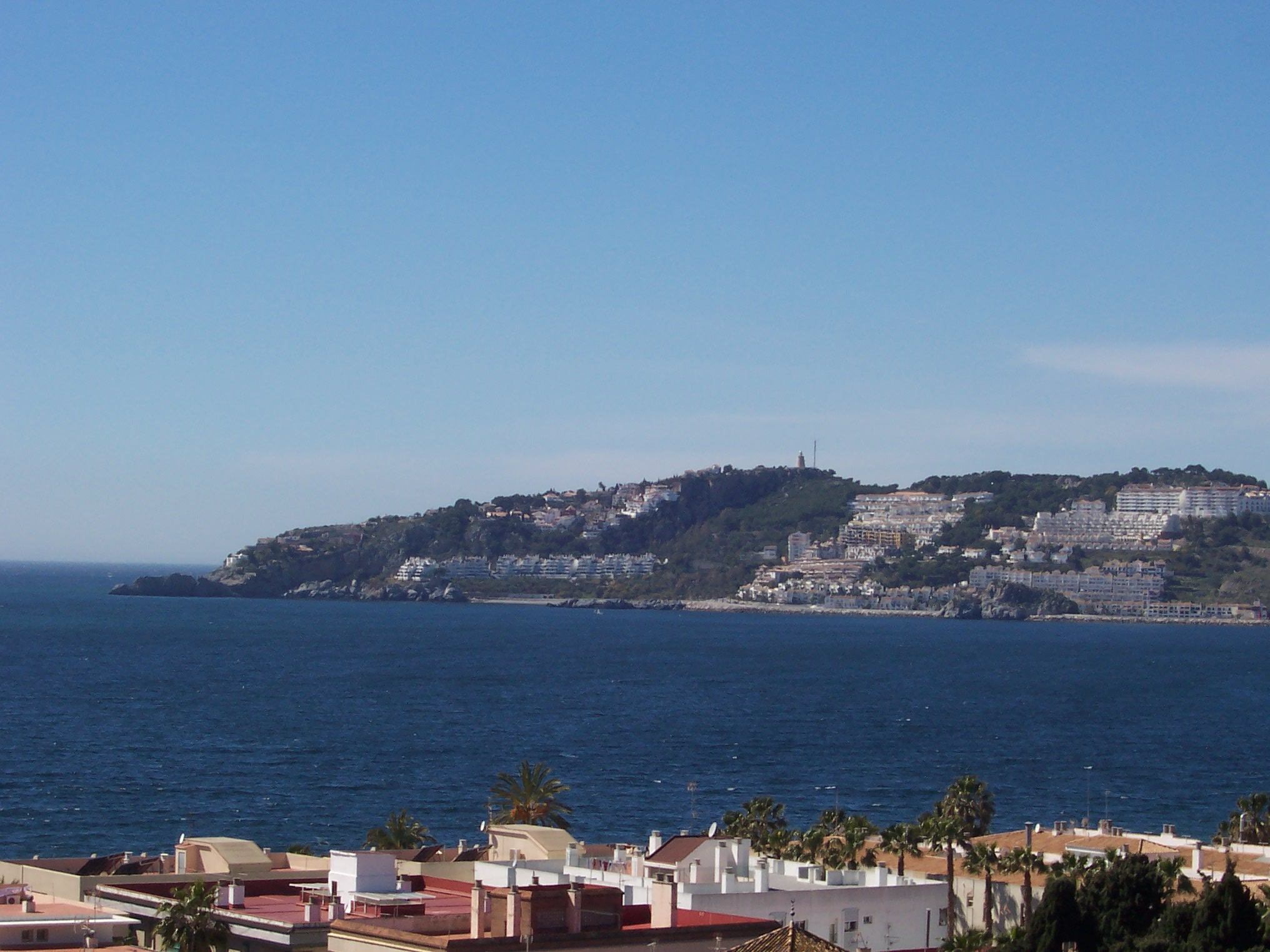
Альмуньєкар
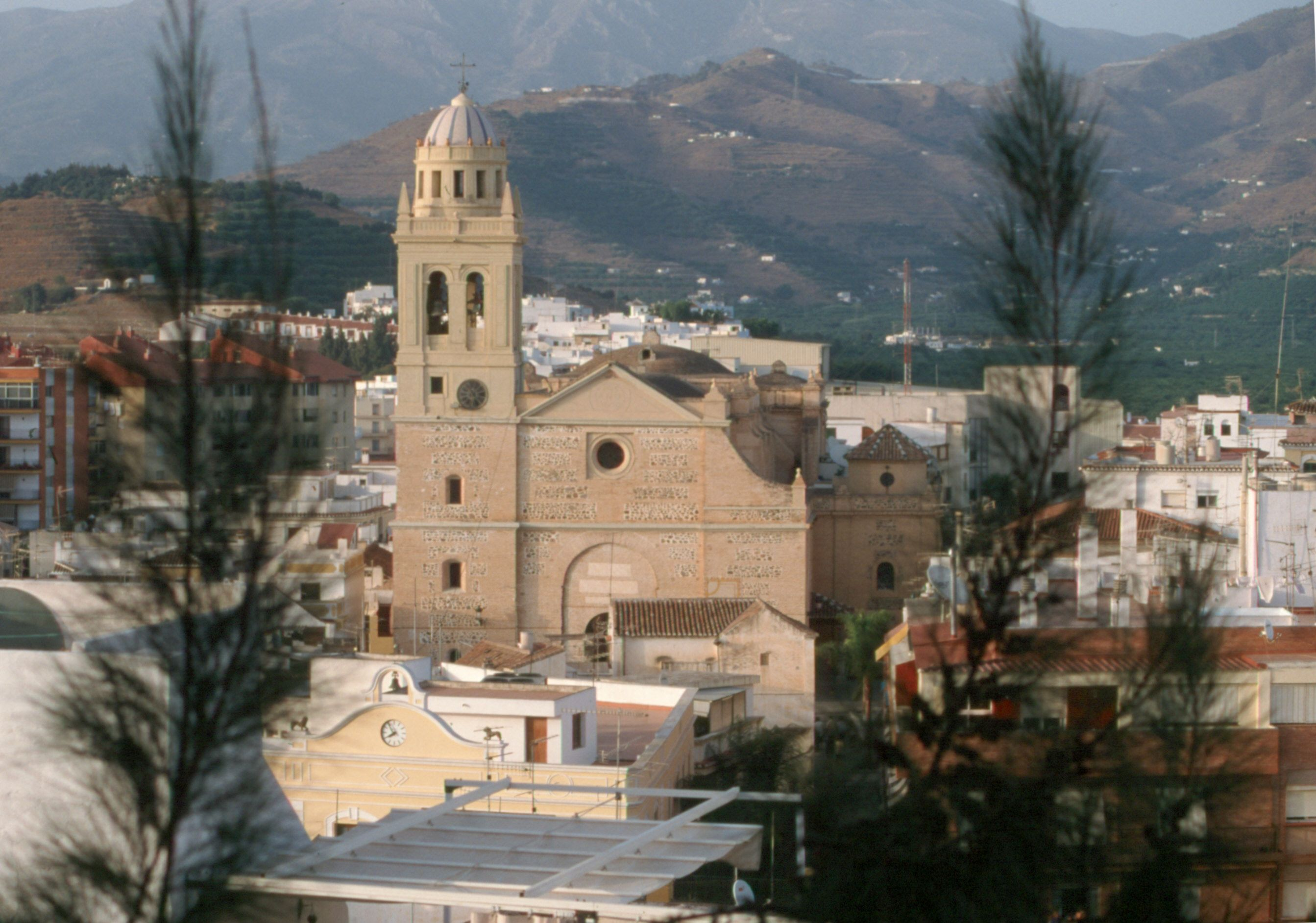
Церква в Альмуньєкарі